# Dendrocereus nudiflorus
Dendrocereus nudiflorus är en kaktusväxtart som först beskrevs av Georg George Engelmann och Francisco Adolfo Sauvalle, och fick sitt nu gällande namn av Nathaniel Lord Britton och Joseph Nelson Rose. Dendrocereus nudiflorus ingår i släktet Dendrocereus och familjen kaktusväxter. Inga underarter finns listade i Catalogue of Life.

## Bildgalleri

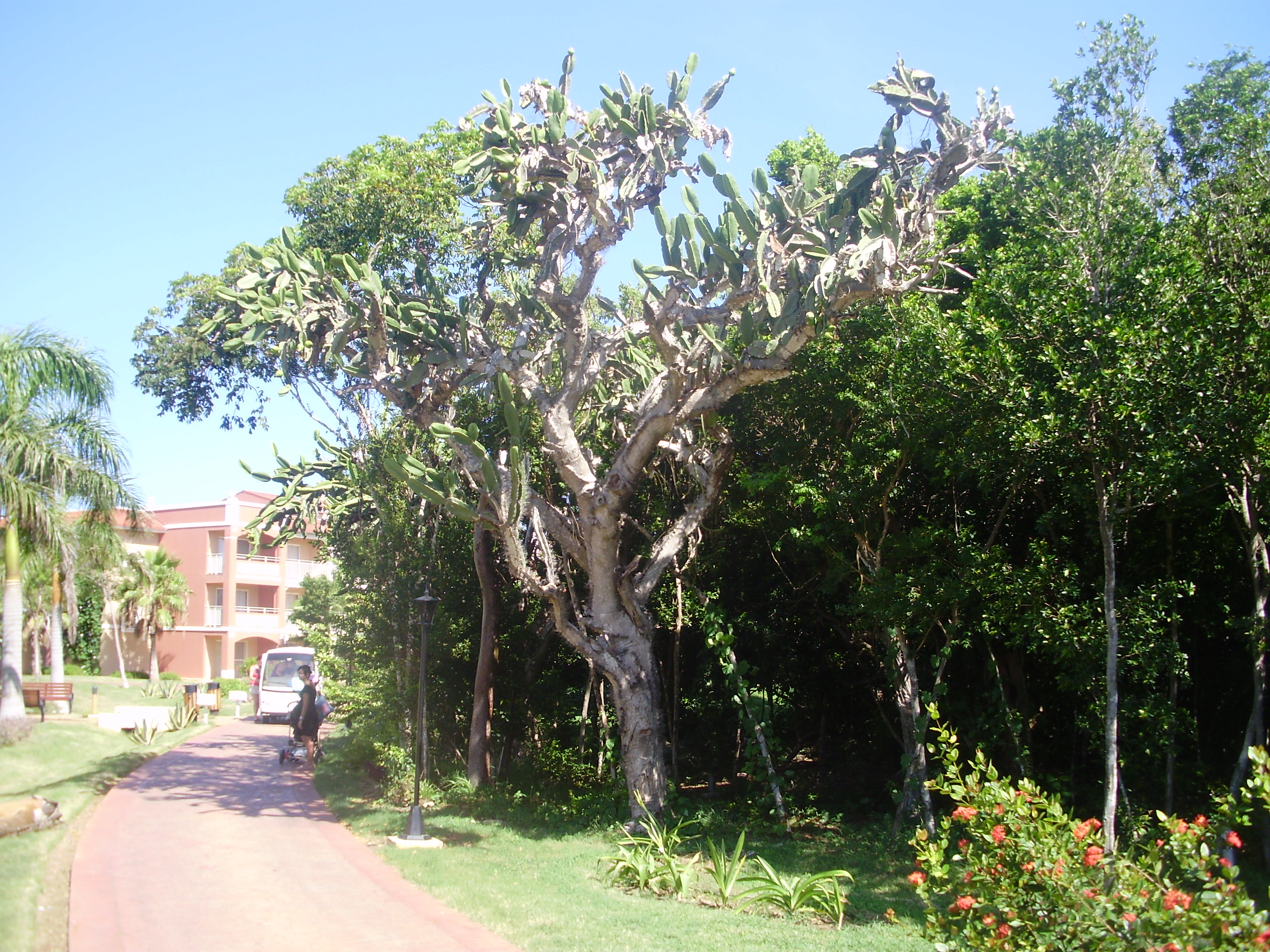
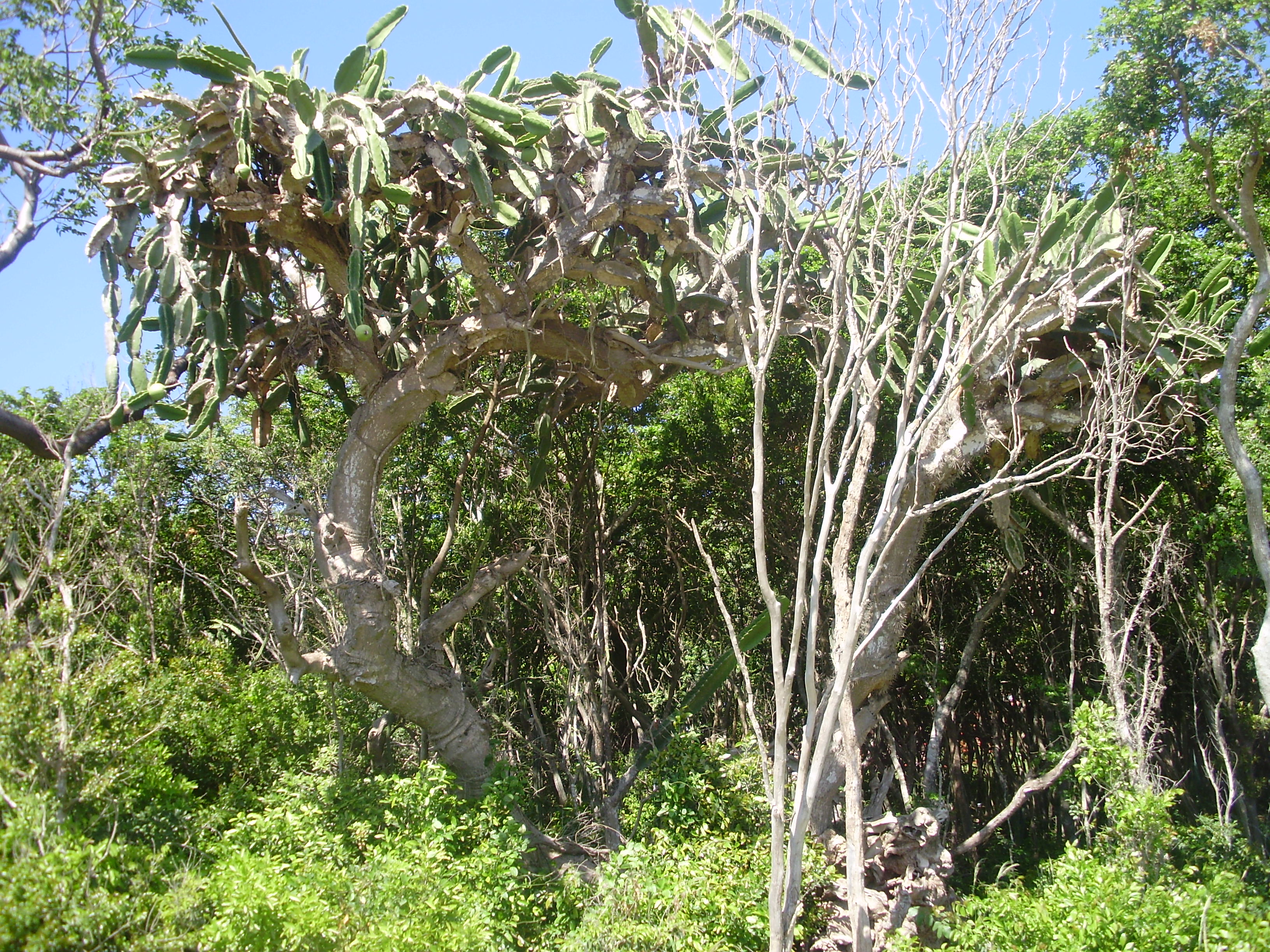
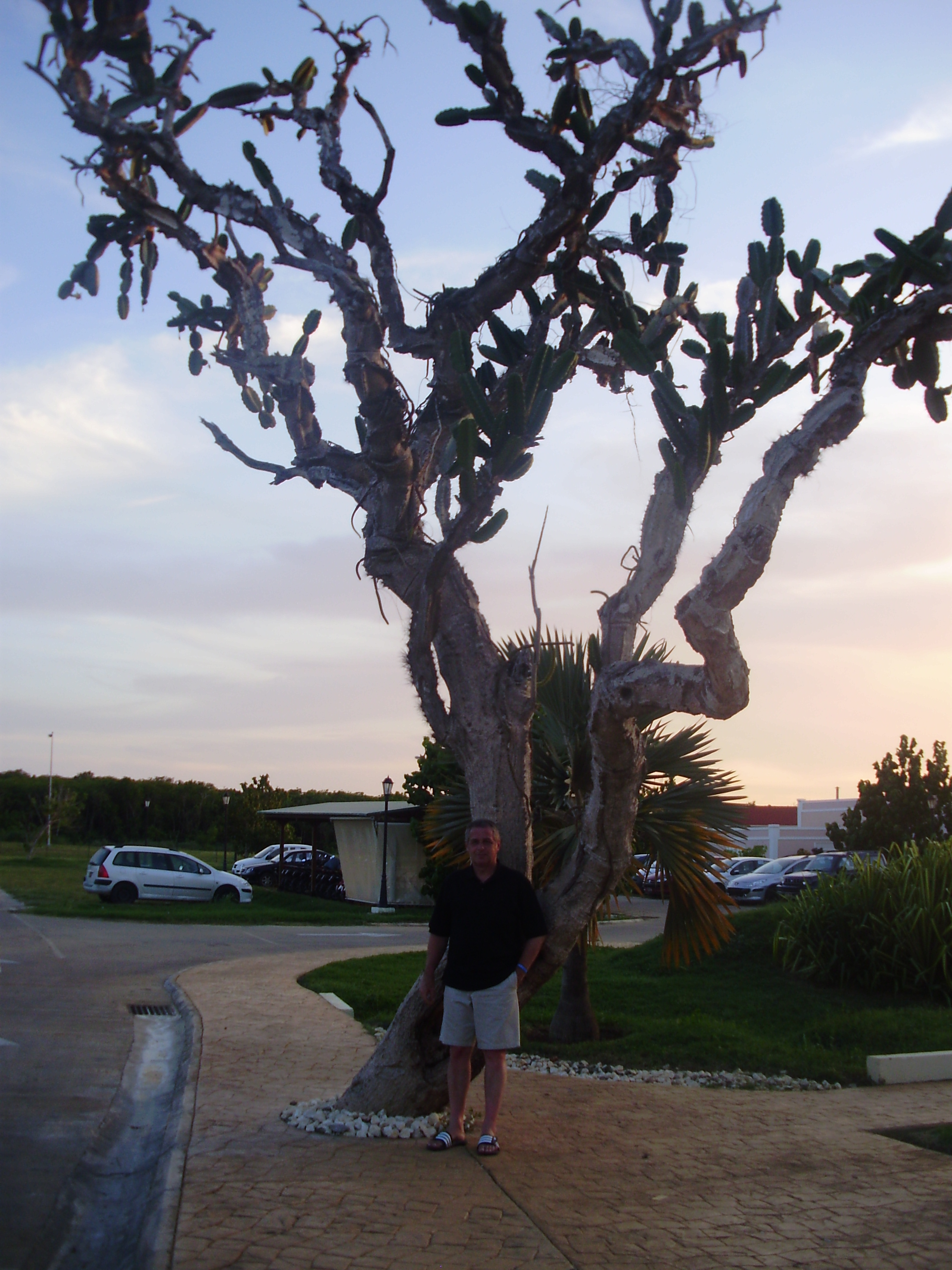
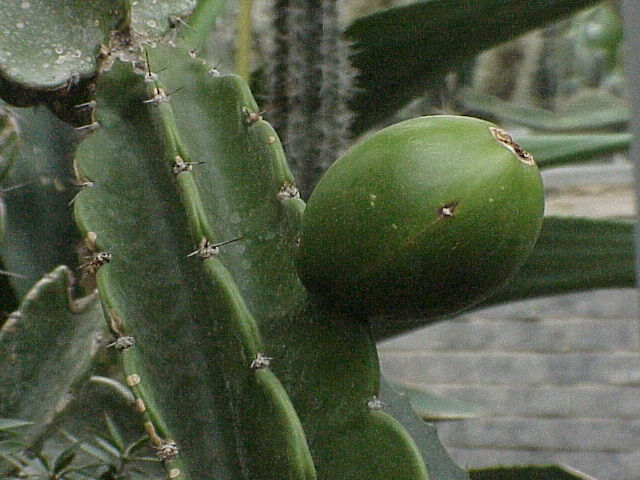
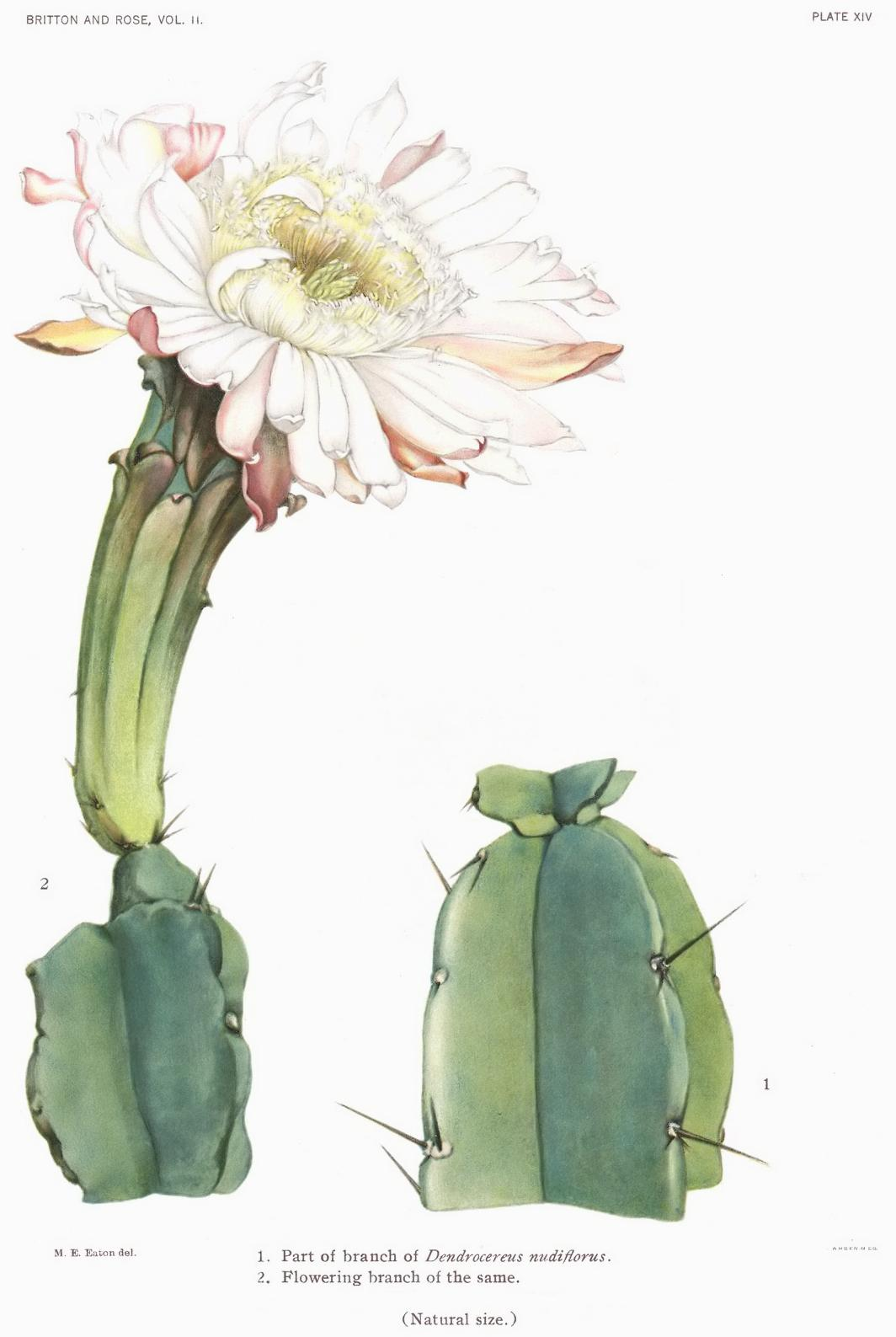
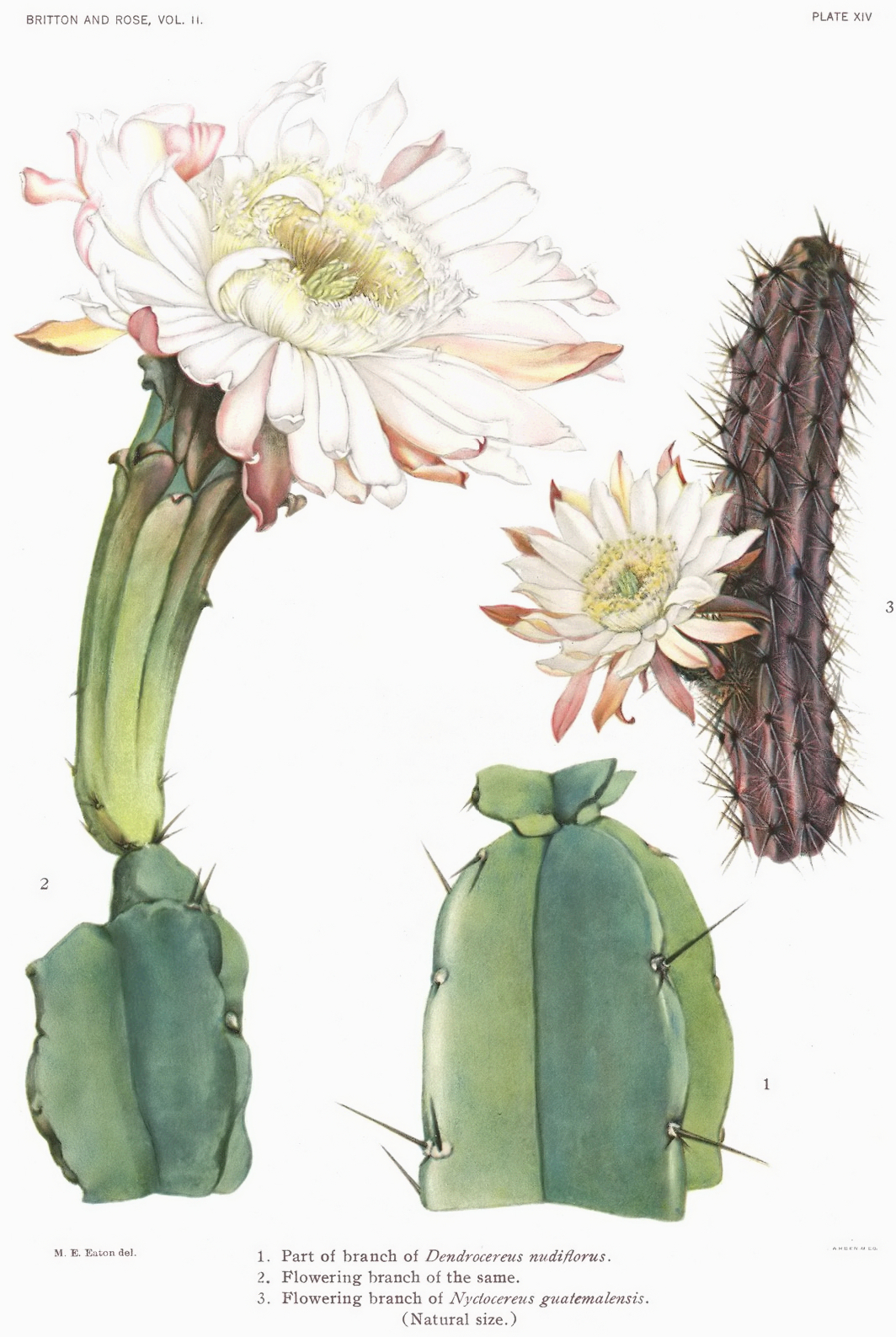